# Philippe Loyen
Philippe Loyen, född 22 november 1962, är en fransk bågskytt. Han deltog vid olympiska sommarspelen 1984.